# Игор Томашич
Игор Томашич (на сърбохърватски: Igor Tomašić) е бивш хърватски футболист с българско гражданство, играе на поста централен защитник. Роден е на 14 декември 1976 в хърватския град Кутина, тогава част от СФР Югославия.
Преминава през отборите на хърватските Мославина Кутина и Динамо Загреб, холандските Рода Керкраде и Маастрихт, белгийския Генк и израелските Апоел Петах Тиква и Апоел Беер Шева, преди да облече екипа на Левски София в началото на 2005 г.
След като взима българско гражданство през 2006 г., дебютира за националния отбор на 15 август 2006 г. в приятелски мач с Уелс, игран в Суонзи и завършил 0:0.

## Отличия
- Шампион на България: 2006, 2007
- Носител на Купата на България: 2005, 2007
- Носител на Суперкупата на България: 2005, 2007